# Babina guzica
Koordinati:   43°42′37″N, 15°29′54″EBabina guzica je majhen nenaseljen otoček v Jadranskem morju. Pripada Hrvaški.
Babina guzica leži v Narodnem parku Kornati okoli 1,5 km vzhodno od Smokvice Vele, njegova površina je 0,012 km², dolžina obale meri 0,44 km, najvišji vrh je visok 18 mnm.